# Juan de Valenzuela Venegas
Juan de Valenzuela Venegas, (Cádiz, 26 de noviembre de 1654-Sevilla, 1695), I conde de Val del Águila, fue un noble español que desempeñó el cargo de asistente de Sevilla entre 1693 y 1695, falleciendo en dicho puesto.

## Biografía
Fue hijo de Diego Venegas de Valenzuela, natural de Córdoba, e Inés María de Esquivel y Cerón, nacida en Sevilla. Ingresó como caballero de la Orden de Santiago el 23 de junio de 1667. Fue miembro del Consejo de Hacienda y veinticuatro de Córdoba. Contrajo matrimonio con María Antonia del Águila y Alosa. El 14 de mayo de 1690 el rey Felipe IV de España le concedió el título de Conde de Val del Águila, con el vizcondado previo de Pantoja. En 1694 fue nombrado maestre de campo y asistente de Sevilla, falleciendo en 1695 a los 40 años, mientras desempeñaba el cargo.

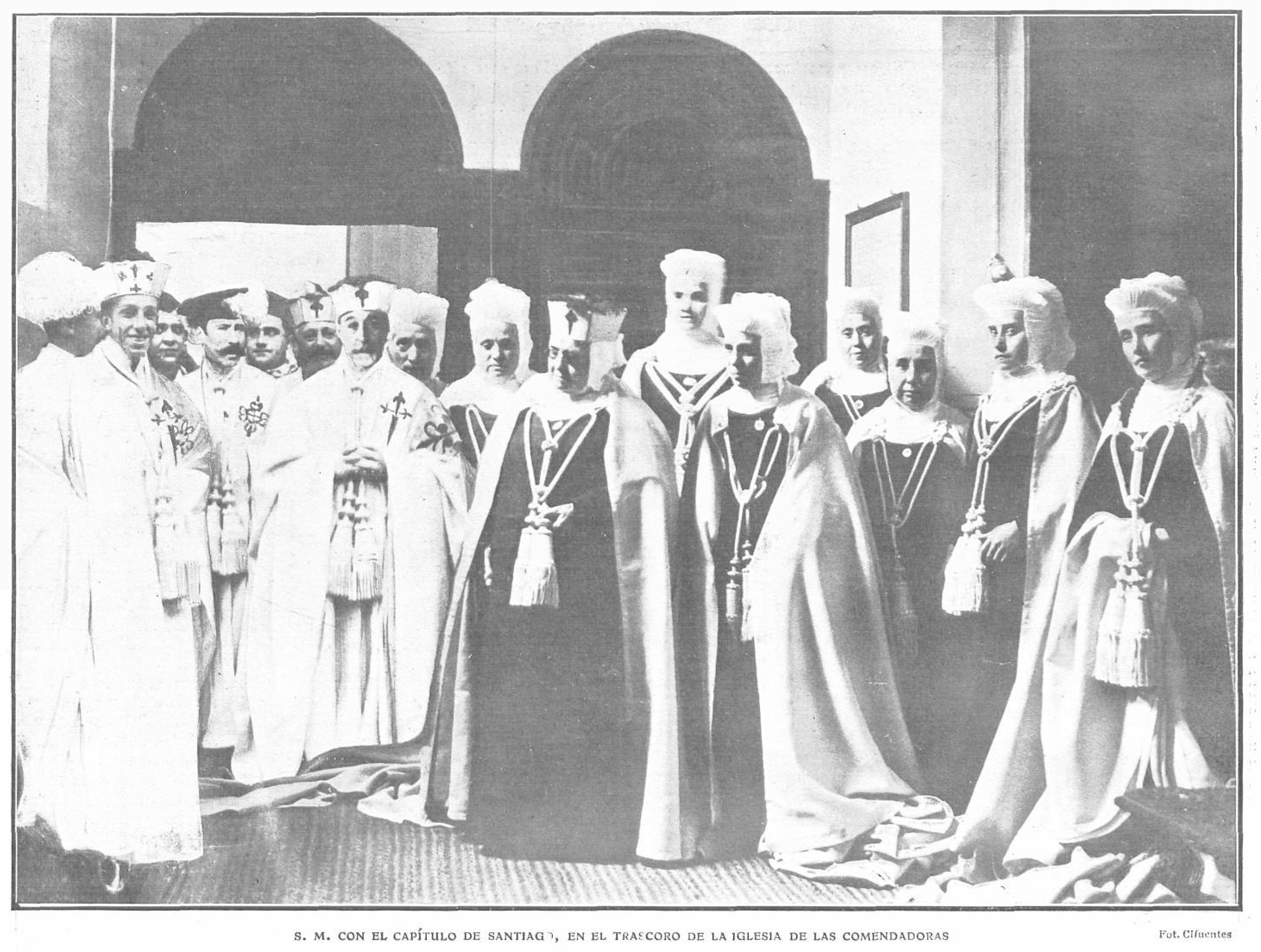
Alfonso XIII con el capítulo de Santiago en Convento de las Comendadoras de Santiago (Madrid).

Su hija primogénita fue Estefanía de Venegas, II condesa de Val del Águila, la cual tras la muerte de su marido, Juan Alonso de Losada, ingresó como religiosa profesa de la Orden de Santiago en el Real Monasterio de las Comendadoras de Santiago el Mayor de Madrid, en este monasterio se conserva una serie de ocho láminas de cobre pintadas al óleo, obras de gran mérito artístico realizas por seguidores de Rubens (Anton Goubau, Erasmus Quellinus II, Willem van Herp y Michael Angelo Immenraet) que componen un ciclo en el que se representa la Vida de la Virgen, dichas obras pertenecieron a Juan de Valenzuela Venegas y pasaron en herencia a su hija, la cual las donó al monasterio.